# Gadila desaintlaurentae
Gadila desaintlaurentae är en blötdjursart som beskrevs av Victor Scarabino 1995. Gadila desaintlaurentae ingår i släktet Gadila och familjen Gadilidae. Inga underarter finns listade i Catalogue of Life.